# L3ハリス・テクノロジーズ
L3ハリス・テクノロジーズ（L3Harris Technologies）は、アメリカのテクノロジー企業、防衛請負業者、情報技術サービスプロバイダである。政府、防衛、民生部門で使用されるC6ISRシステムと製品、無線機器、戦術無線機、航空電子工学と電子システム、暗視装置、および地上アンテナ、人工衛星搭載アンテナを製造している。監視ソリューション、マイクロ波兵器、電子戦を専門としている。2019年6月29日、L3テクノロジーズ（旧L-3 コミュニケーションズ）とハリス・コーポレーションの合併により誕生し、世界第6位の防衛コントラクターとなる見込みである。

## 歴史
ハリス自動プレス会社（Harris Automatic Press Company）は、1895年にアルフレッド・S・ハリスによってオハイオ州ナイルズ (オハイオ州)に設立された。同社は、組版会社のインタータイプを買収するまでの60年間、リトグラフプロセスと印刷機の開発に費やした。1967年には、宇宙開発競争で使用されるアンテナ、集積回路、モデム技術を開発していたフロリダ州メルボルンのラジエーション社と合併した。1978年に本社をクリーブランドからメルボルンに移転した。2015年5月29日、ハリスは競合他社であるエクセリスの買収を最終決定し、元の会社の規模をほぼ2倍に拡大した。
L-3コミュニケーションズは、1997年にロッキード・マーチンから、それまでロラル・コーポレーションの一部であった事業部門の買収のために設立された。これらの事業部門は、1993年に3年前に合併したロッキードとマーティン・マリエッタに属していた。同社は、フランク・ランザとロバート・ラペンタによって、リーマン・ブラザーズと共同で設立された（それでその名前が付いた）。ランザとラペンタは共にロラル社とロッキード社で役員を務めた経験がある。その後もM&Aで拡大を続け、アメリカ政府の請負業者のトップ10入りを果たした。2016年末、同社は1997年の創業以来のより広い事業対象を反映するために、L-3コミュニケーションズ・ホールディングスからL3 テクノロジーズへと社名を変更した。
2018年10月、ハリスとL3は全株式による「対等合併」を発表した。2019年6月29日に合併が完了し、新会社L3ハリス・テクノロジーズは、ハリスが本社を置いていたフロリダ州メルボルンに拠点を置いている。

## 企業組織
2019年現在、L3ハリスは4つの事業セグメントで組織されている。インテグレイテッド・ミッション・システムズ、スペース＆エアボーン・システムズ、コミュニケーションズ・システムズ、アビエーション・システムズである。それは会長兼CEOのウィリアム・M・ブラウン（元ハリスCEO）、社長兼COOのクリス・クバーシク（元L3 CEO）を含む12名の取締役会が主導している。合併文書によると、ブラウンは2021年に常任会長に移行し、クバーシクがCEOに就任し、翌年にはクバーシクが会長兼CEOに就任する予定だという。

### インテグレイテッド・ミッション・システムズ
フロリダ州パームベイに本社を置くインテグレイテッド・ミッション・システムズは、諜報・監視・偵察システム、海上用の電気・電子システム、赤外線・レーザーイメージング・照準システムなどの電気光学システムに特化した企業である。L3ハリス・ウェスカムを含む部門で構成されており、2018年の連結収益は49億ドルであった。

### スペース＆エアボーン・システムズ
フロリダ州パームベイに本社を置くスペース＆エアボーン・システムズは、衛星航法、ISR（インテリジェンス、監視、偵察《Intelligence, Surveillance and Reconnaissance》の略）、気象、ミサイル防衛のための宇宙ミッション、ペイロード、センサー、宇宙コマンド・コントロール・トラッキングのための地上システム、状況認識と航空交通管理のための光・無線ネットワーキング、防衛航空電子工学、電子戦対策を専門としている。以前に航空システム部門に属していた部門も含め、2021年の売上高は合計60億ドルだった。

### コミュニケーションズ・システムズ
ニューヨーク州ロチェスターに本社を置くコミュニケーションズ・システムズは、戦術通信、ブロードバンド通信、ナイトビジョン、公共安全に特化している。EOTechを含む部門で構成されており、2018年の連結収益は38億ドルだった。

### アビエーション・システムズ
テキサス州アーリントンに本社を置くアビエーション・システムズは、UAVや関連RF機器などの防衛航空製品、空港セキュリティ・データリンク通信・衝突回避システム・フライトレコーダーなどの商業航空製品、飛行及び維持管理シミュレーションなどの商用・軍事訓練システム、ミッションネットワークなどを提供している。リンク・トレーニング＆シミュレーションなどの部門（フライトシミュレータの発明者エドウィン・アルバート・リンクが設立した元の会社にその歴史をたどる）で構成されており、2018年の連結収益は38億ドルだった。

## 製品
- AVCATT（英語版） - 移動式航空訓練シミュレーター
- スティングレイおよびハイルストーム電話傍受器[14][15]
- オープンスカイ (システム)（英語版）無線通信システム
- hC2 L3 ハリス・指揮統制・戦闘管理セット - 旧「ハリス コマンド＆コントロール」[16]